# Шавшат
Шавшат (тур. Şavşat, арм. Շավշատ, груз. შავშეთი) — город и район провинции Артвин в Черноморском регионе, между городами Артвин и Карс на границе с Грузией на дальнем востоке Турции.
В провинции Артвин расположены руины большой гарнизонной крепости — Замка Шавшат, местная достопримечательность.
Согласно докладу британского консула в Трапезунде Гиффорду Палгреву, в 1872 г., в Шавшети около 53 села и 12 980 жителей, все они полностью грузины.

## Название
Имя встречается в исторических источниках, начиная с III века до н. э. в ассирийской надписи царя Тиглатпаласар I упоминается место с именем «шеше», а также в произведении «Житие Серапиона Зарзмели» имеется упоминание горы «шешети». Возможно, форма «шеше» в обоих случаях соответствует современному наименованию Шавшети. Ученый Вахушти Батонишвили связывает имя Шавшети с корнем «шав-» (груз. შავი, «черный»), основываясь на предположении. Однако, данная этимология оказывается менее убедительной в свете современных лингвистических анализов.

## История
В 387 году Шавшат входил в состав марзпанской Иберии (вассала Ирана). В IX веке это было одно из грузинских княжеств в составе нескольких государств, известном как Тао-Кларджети. В состав княжества Шавшети входили сегодняшние области Шавшат, Борчка и Мургуль в Турции и Нижний Мачахели в Аджарии (Грузия).
Крепость над городом в основном построена в георгианском стиле и, вероятно, датируется IX веком нашей эры, когда её перестроил Адарнас I из Иберии. Вокруг крепости возведена впечатляющая стена со стратегически расположенными башнями и комнатами, в том числе двумя небольшими часовнями.
Так продолжалось до тех пор, пока крепость не была завоёвана османами в 1547 году.
После русско-турецкой войны (1877—1878 гг.) Шавшат был в числе территорий, переданных России, и был возвращён новой Турецкой Республике в 1921 году. В период с 27 февраля 1921 года по 7 июля 1921 года он был на короткое время ограничен провинцией Ардахан. Жители Шавшата и Имерхеви — грузины и тюркизированные грузины.
В 1983 году крепость была обследована, и через три года были опубликованы точный масштабный план и описание.